# أب غرمك العليا (بيش كوه زلاغي)
أب غرمك العليا (بالفارسية: آب‌گرمک علیا) هي قرية تقع في إيران في قسم بیش کوه زلاغي الریفي. يقدر عدد سكانها بـ 26 نسمة .